# 神田清治
神田 清治（かんだ せいじ、1854年 8月16日（安政元年7月23日） - 1934年（昭和9年）9月4日）は、日本の官吏、警察官、政治家。初代千葉市長。

## 略歴
下総国千葉郡寒川村（現:千葉県千葉市）で生まれた。
1881年3月、千葉県十等警部となる。以後、同警部補、同警部、兼検事補・千葉県始審裁判所詰・木更津支庁詰、千葉県香取郡長、富山県警部、千葉県警部、同県海上郡長、同千葉郡長などを歴任し、1913年3月に退官。その後、千葉県米穀検査所長、同穀物検査所長を経て、1919年10月、千葉郡千葉町長に就任した。
1921年1月1日、千葉町の市制施行に伴い市長臨時代理者となり、同年4月20日、初代千葉市長に就任。市役所体制の確立、関東大震災の救護活動、公営住宅の建設、商業学校の設置、千葉市水産会の設立などに尽力した。市営住宅建設に関して部下の汚職事件が発生し、神田の市長辞任についての言動が不信感を生み、1924年7月3日に市長を辞任した。